# Umbrella Jazzmen
Die Umbrella Jazzmen sind eine 1962 gegründete Berliner Amateur-Jazzband, die sich durch zahlreiche Auftritte in Jazzclubs und bei Einzelveranstaltungen in der Berliner Jazz-Szene einen Namen gemacht hat. Teilnahmen an nationalen und internationalen Jazzfestivals und Veranstaltungen machten die Umbrella Jazzmen auch über die Stadtgrenzen bekannt.

## Bandgeschichte

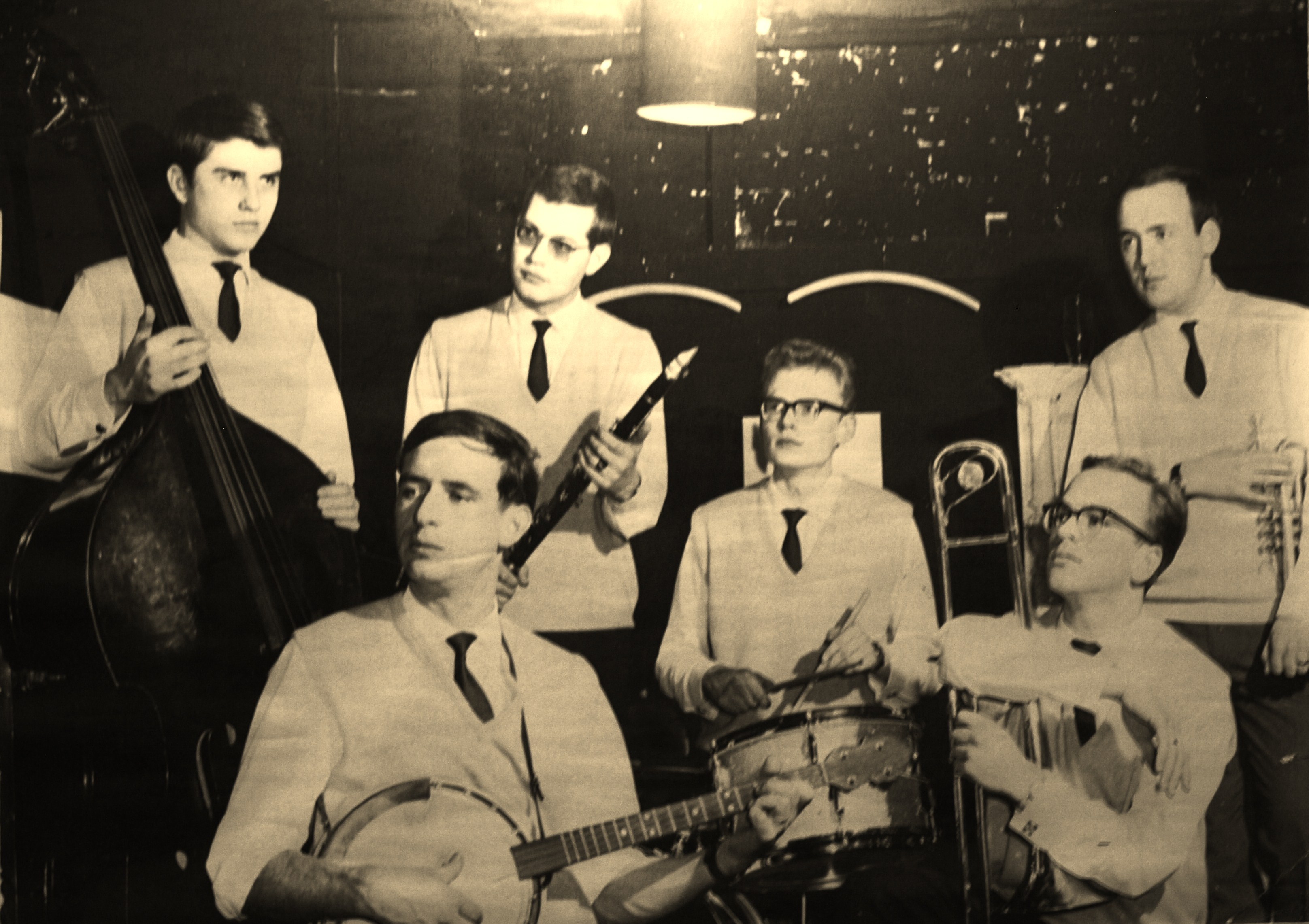
Foto aus dem Jahr 1962 (v. l. n. r.): Faskel, Richter, Wentzlaff, Ahrens, Seidel, Lück

Die Wurzeln der Band gehen bis in die späten 1950er-Jahre zurück. 1958 schloss sich der damals 18-jährige Banjo-Spieler Wolfgang Richter den Candlelight Serenaders an. Im Jahr 1960 beschloss die Jazzband, sich einen passenderen Namen zuzulegen. Um sich mit dem Regenschirm (englisch: umbrella) ein unverwechselbares Markenzeichen zu geben, nannte man sich fortan Umbrella Jazzmen. Zu dieser Zeit spielte Posaunist Eckhard Seidel bei den Hot Pipers und gewann mit ihnen 1961 das Goldene Horn des Bezirks Wedding. Am 29. Januar 1962 fusionierten die beiden Bands unter dem Namen Umbrella Jazzmen. Dies gilt als die offizielle Geburtsstunde der „Umbrellas“.
Die sechs Musiker traten fortan regelmäßig in Jazzclubs auf, wie der Eierschale am Breitenbachplatz. Durch die Hinzunahme eines Pianisten (1970) und eines Sängers (1972–1975) wuchs die Band zwischenzeitlich auf acht Mitglieder an und nahm im Jahr 1975 ihr erstes eigenes Studioalbum auf. Nach einem personellen Umbruch in den Jahren 1975 und 1976, und dem damit verbundenen Wandel im Stil, produzierten die sieben Musiker im Juli 1978 ihr zweites Studioalbum namens Just let a smile be your umbrella!, dessen Titellied zu ihrer Band-Hymne wurde. Insgesamt hat die Band gut ein Dutzend Tonträger hervorgebracht.
In den Jahren 1977 bis 1983 wirkte die Band an diversen Veranstaltungen des Presse- und Informationsamts des Senats von Berlin zur Berlin-Werbung mit. Ihr inzwischen erworbener guter Ruf brachte den Umbrella Jazzmen Einladungen zu zahlreichen Veranstaltungen ein, unter anderem der Presseball in Hannover 1979, das Bundeskanzlerfest 1979 in der Berliner Philharmonie, Deutscher Filmpreis 1979 und 1980 und einem Konzert in der Berliner Waldbühne 1983.
Als erste West-Berliner Band traten die „Umbrellas“ 1979 beim renommierten Internationalem Dixieland Festival in Dresden auf, wo bei ihrem umjubelten Auftritt in der Jungen Garde das Publikum spontan mehrere Hundert Regenschirme als Sympathiebekundung aufspannte. Auch 1980 beim 10. Jubiläum des Dresdner Festivals nahmen die Musiker teil, ebenso beim 14. Old Jazz Meeting in Warschau 1980. Es folgten zwischen 1980 und 1990 eigene Konzerte in Warschau, Dresden und Karl-Marx-Stadt und eine eigene Tournee durch die damalige DDR mit sechs Konzerten in Leipzig, Dresden, Riesa, Suhl, Potsdam-Babelsberg und Rostock. Weitere Auftritte führten die Band in die Niederlande und nach Frankreich und Dänemark.

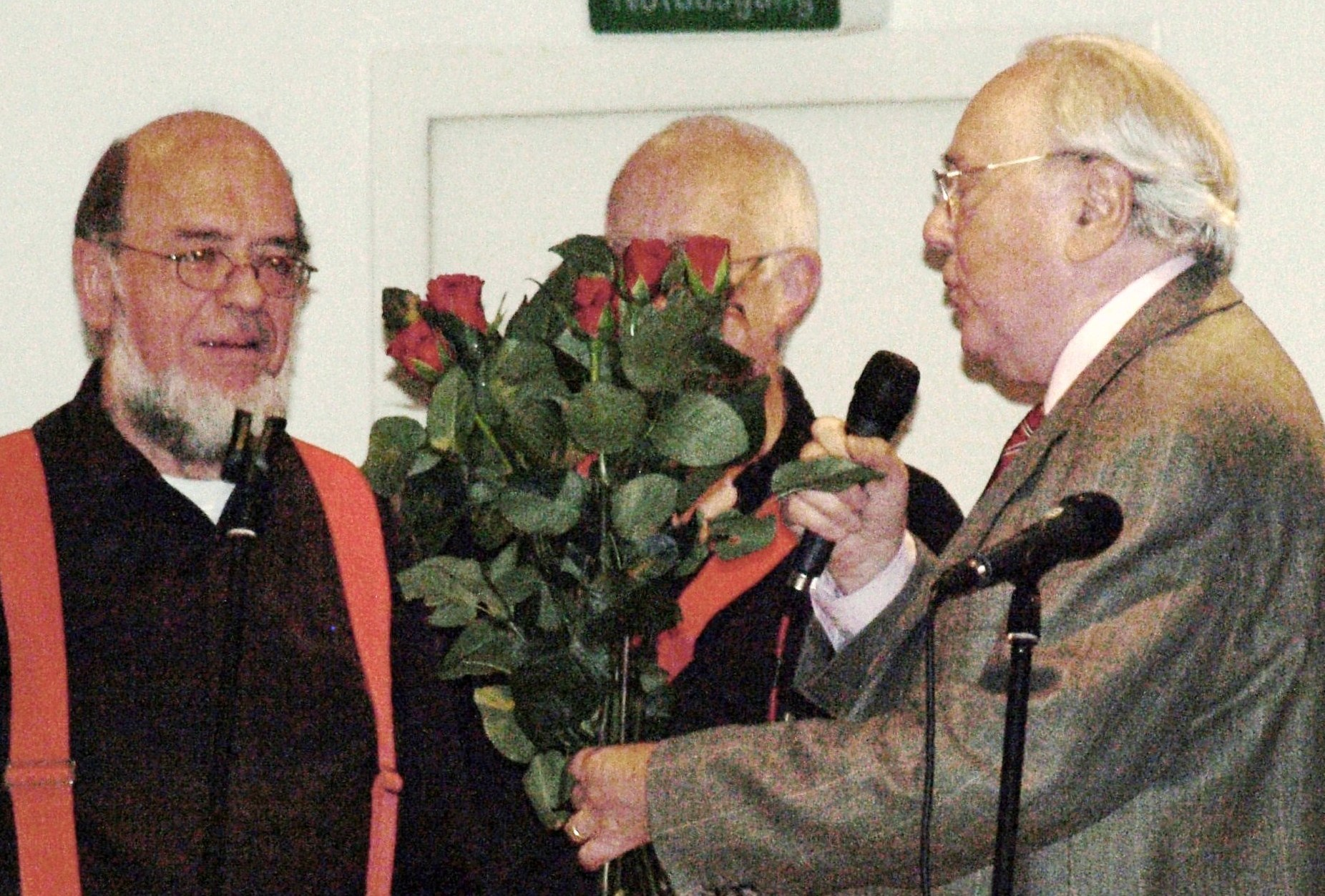
Karlheinz Drechsel gratuliert den Umbrella Jazzmen zum 50. Bandjubiläum.

Aber auch der Berliner Fan-Gemeinde blieben sie verbunden. So organisierten sie eigene Konzerte im Fontane-Haus sowie auf der Familienfarm Lübars (beide im Märkischen Viertel) und spielten regelmäßig auf dem Deutsch-Französischen Volksfest in Reinickendorf sowie dem Berliner Dixieland-Festival (15-mal zwischen 1985 und 2007). Einige Auftritte führten sie mit bekannten Größen der Jazzszene zusammen, wie beispielsweise mit Mr. Acker Bilk und der Dutch Swing College Band beim Hot Jazz Meeting im Konzerthaus am Gendarmenmarkt im Jahr 1997, sowie mit Chris Barber’s Jazzband beim Köpenicker Jazzsommer 1998 und 1999.
Die Berliner blieben gern gesehene Gäste beim Dresdner Dixieland-Festival, wo sie von 1990 bis 2010 bei allen fünfjährlichen Jubiläumsveranstaltungen teilnahmen und zu den Publikumslieblingen avancierten.
Am 22. September 2012 feierten die Umbrella Jazzmen ihr 50-jähriges Bestehen mit einem Konzert in der Schmargendorfer Kreuzkirche, bei dem neben vielen alten Weggefährten auch „Dr. Jazz“ Karlheinz Drechsel der Band persönlich gratulierte. Mit Posaunist und Sänger Eckhard Seidel und Banjo-Spieler Wolfgang Richter sind noch zwei Gründungsmitglieder aktiv.

## Entwicklung der Besetzung
Die Band startete mit sechs Musikern. Nach bereits zwei Neubesetzungen am Schlagzeug fand sie 1967 mit Frank Staratzke einen Trommler, der die Band fortan über 20 Jahre begleiten sollte. Am Bass gab es bis 1976 vier Wechsel. Ab 1970 bereicherte Niki Frei den Klang der Band mit seinem Piano. Als zwischenzeitlich achtes Mitglied kam 1973 Sänger Fredo Fleischmann dazu, der sein Studium in Berlin absolvierte und die Stadt 1975 wieder verließ, so dass der Gesang erneut von Posaunist Eckhard Seidel übernommen wurde, dessen tiefe, raue Stimme an Louis Armstrong erinnert. Im selben Jahr stießen drei neue Musiker zur Gruppe. Wolfgang Schmahl, ehemals bei den Whoopies aktiv, übernahm die Klarinette, Pianist Martin Piepkorn spielte vorher bei den bekannten Spree City Stompers, und der neue Trompeter Peter Möhle betätigte sich nun auch als Sänger. 1976 wurde der Wandel der Band komplettiert durch den Austausch des Kontrabasses durch ein Sousaphon, gespielt von Ingomar Wollschlaeger. Mit diesem personellen Umbruch änderte sich auch der Stil der Band. Statt Schlager wie Warte, warte nur ein Weilchen oder Ice Cream wurden fortan vermehrt instrumentale und anspruchsvollere Stücke gespielt.

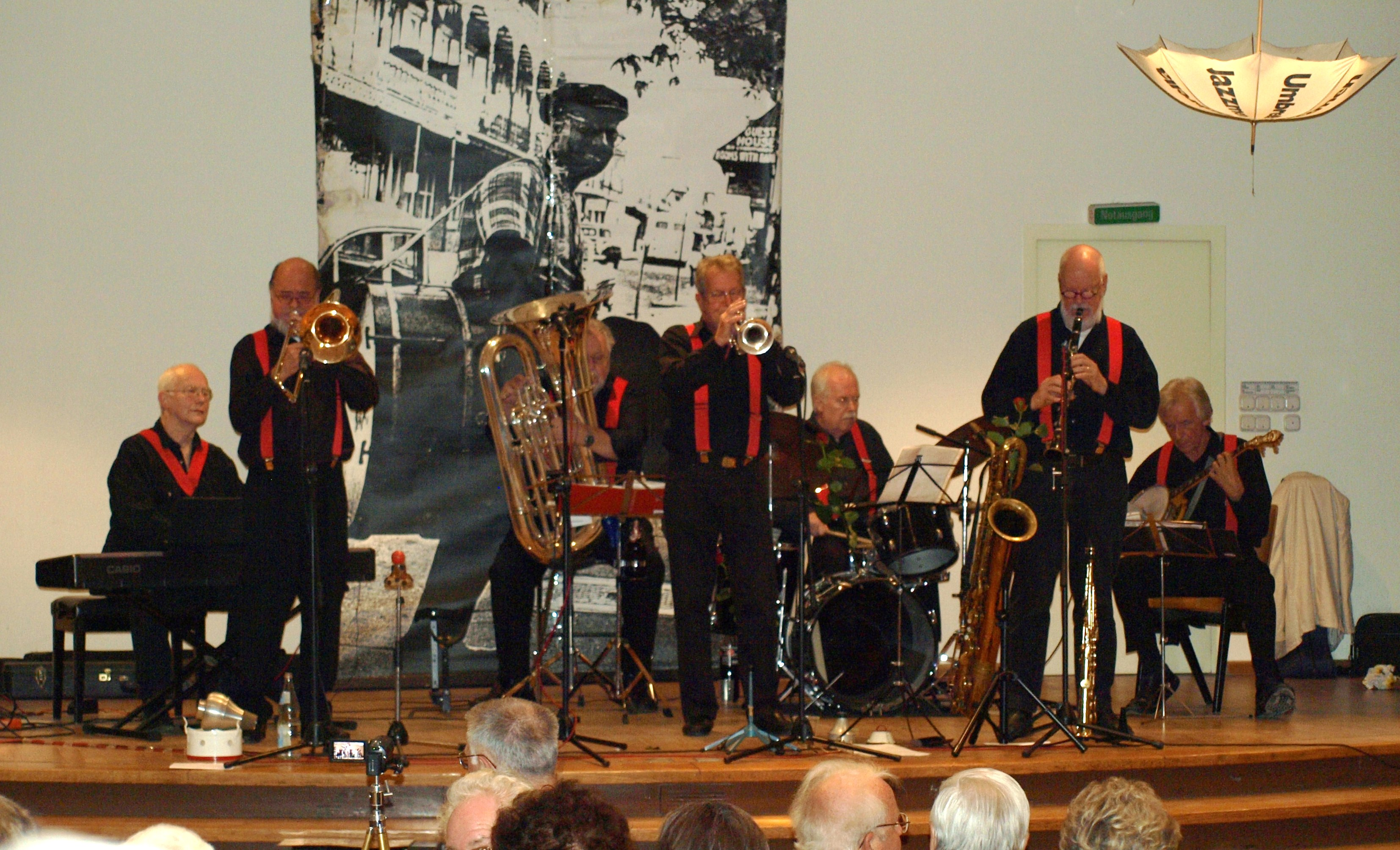
Die Umbrella Jazzmen spielen zu ihrem 50. Jubiläum.

Von 1981 bis 1986 ersetzte Detwin Johannsen den Klarinettisten Wolfgang Schmahl (später Franke). Seit 1988 erweitert der Pianist Niels Unbehagen das Repertoire der Band mit eigenen Kompositionen und Arrangements, so auch mit den Liedern 20 Years (1990), Festival Jubilee (2000), Two-O-O-Five (2005) und Birthday "40" Song (2010), die eigens für die Jubiläumsveranstaltungen des Dresdner Dixieland-Festivals komponiert wurden und auf den offiziellen Livemitschnitten festgehalten wurden. Ebenfalls 1988 ersetzte Tom Wetzel den langjährigen Schlagzeuger Frank Staratzke, der gesundheitsbedingt ausschied. Auch aus gesundheitlichen Gründen wurde Sousaphonist Ingomar Wollschlaeger durch Dieter Strauß von 2006 bis 2008 vertreten. Die bisher letzte personelle Veränderung war der neue Trompeter Peter Tüllmann im Jahr 2008. Ansonsten spielen die Umbrella Jazzmen seit 1992, als Ralf Rothkegel Wolfgang Franke (geb. Schmahl) an der Klarinette ablöste, in derselben Besetzung.

## Stil

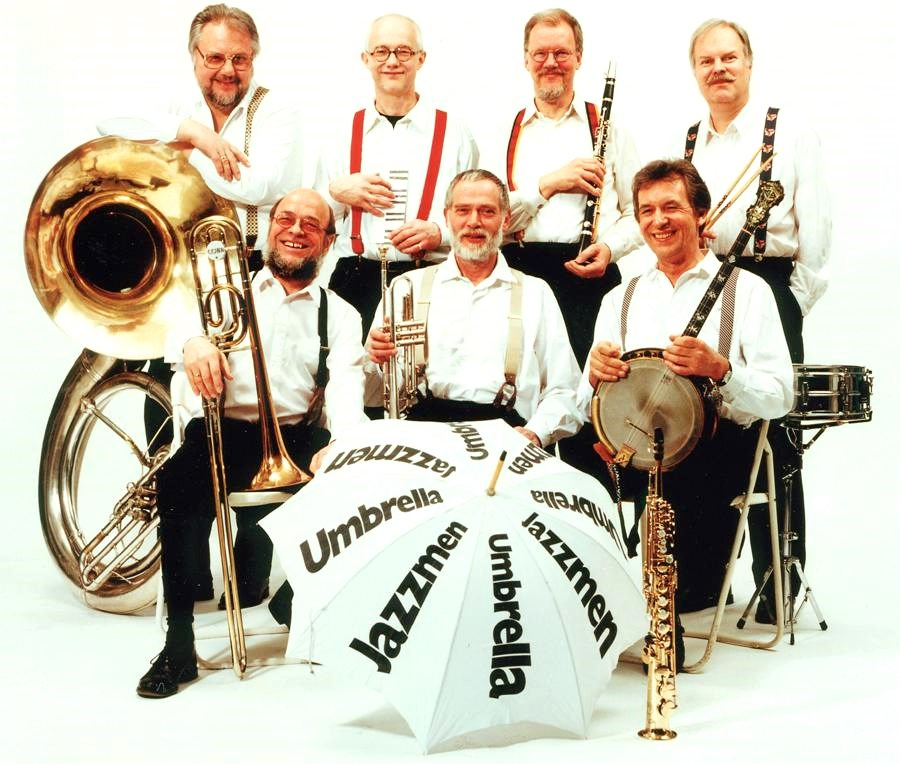
Die „Umbrellas“ 1996, v. l. n. r., oben: Wollschläger, Unbehagen, Rothkegel, Wetzel; unten: Seidel, Möhle, Richter

Stilistisch orientieren sich die sieben Musiker am New-Orleans-Jazz und Musikern wie Lu Watters, Bob Scobey oder der Firehouse five plus two. Auch die Spielweise von Bobby Hackett, Eddie Condon oder Louis Armstrong hat die „Umbrellas“ beeinflusst. Im Verlauf der langen Jahre des Zusammenspielens ist es der Band gelungen, einen eigenständigen und unverkennbaren Sound zu entwickeln.

## Wissenswertes
Trotz der zahlreichen Auftritte und zwölf eigener Musikalben ist die Band eine Amateur-Band geblieben, das heißt, alle Mitglieder gingen oder gehen einem Beruf nach, wie Maschinenbauingenieur, Architekt oder Richter. Durch das inzwischen fortgeschrittene Alter der Musiker sind die meisten von ihnen im Ruhestand. Einige waren und sind noch in anderen Bands aktiv.

## Diskographie
Alle Alben sind nicht im öffentlichen Handel, sondern nur bei der Band erhältlich, sofern Vorrat vorhanden.

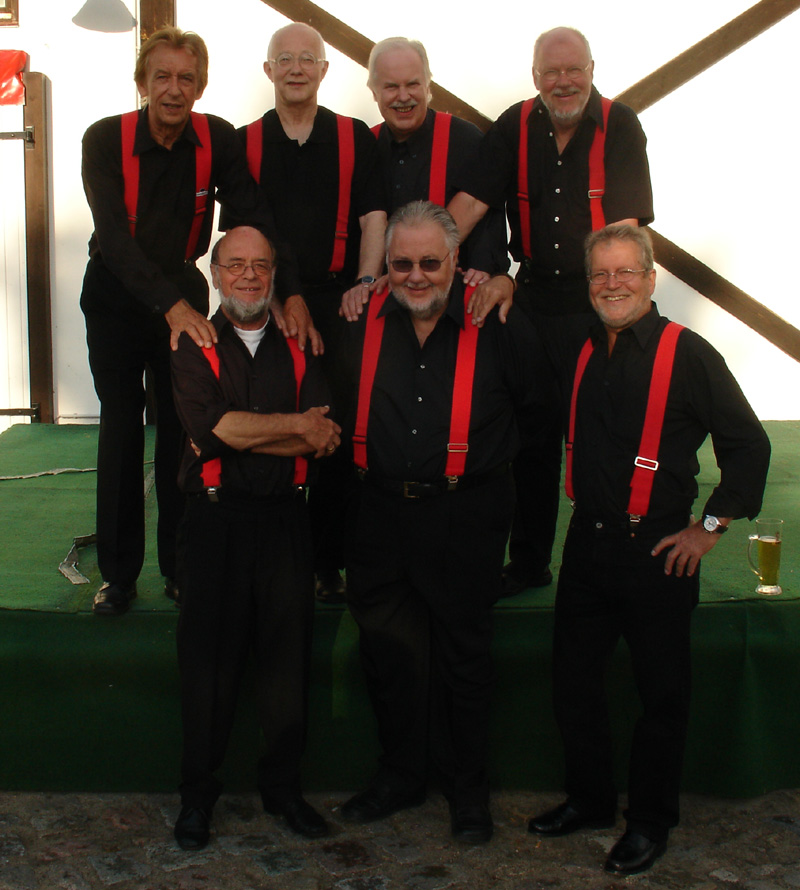
Bild von 2009, v. l. n. r. oben:
Richter, Unbehagen, Wetzel, Rothkegel;
unten: Seidel, Wollschlaeger, Tüllmann

| Alben        |                                                          |        |                           |
| Datum        | Titel                                                    | Format | Anmerkungen               |
| 1975         | Just Smilin’ in the Rain                                 | LP     |                           |
| Juli 1978    | Just Let a Smile Be Your Umbrella!                       | LP     |                           |
| Januar 1982  | Live unter’m Regenschirm, 20 Jahre Jazz, Vol. 1          | LP     | live                      |
| Februar 1982 | Live unter’m Regenschirm, 20 Jahre Jazz, Vol. 2          | LP     | live                      |
| 1987         | 25 Jahre Jazz – damals war’s – 1962–1987                 | MC     | Kompilation               |
| Februar 1991 | Report ’91                                               | MC     |                           |
| Juni 1992    | 30 Jahre… Schöne Feier live aus dem "Eosander" 13.6.1992 | MC     | live                      |
| August 1993  | Auf der Tenne                                            | MC     | live                      |
| April 1996   | These Guys Will Bring The Sunshine                       | 2×CD   |                           |
| Juli 2001    | Down Below That Old Dixie Line                           | CD     |                           |
| 2008         | For Your Love Called Jazz                                | CD     | Neuauflage von Report ’91 |
| 2011         | Umbrellissimo!                                           | CD     |                           |

| Mitwirkung auf Kompilationen | |        |                                     |
| Datum                        | Titel (Herausgeber)                                                                                 | Format | erhältlich bei                      |
| 1978                         | Zwanzig Jahre RIAS-Club Achtzehn „Jazz für Alle“ (Berlin: ASA-Musik)                                | LP     | –                                   |
| 1979                         | Internationales Dixieland-Festival Dresden '79                                                      | LP     | –                                   |
| 1990                         | Internationales Dixieland-Festival Dresden 89/90                                                    | CD     | –                                   |
| 12.04.2002                   | Frühschoppen – Morgens, Mittags, Abends, Nachts (Vol.1) (Pool Jazz – Schimmelpfennig & Friends)     | CD     | Weltbild.de (Link) jpc (Link)       |
| 2005                         | 35. Internationales Dixieland Festival Dresden 2005 – Livemitschnitt (MCD Productions)              | CD     | dixieland.de (Link)                 |
| 04.12.2009                   | Swinging Germany – Traditioneller Jazz und Swing in Deutschland (Moon Sound Records Ltd.)           | 3×CD   | Weltbild.de (Link) Amazon.de (Link) |
| 2010                         | Internationales Dixieland Festival Dresden, Vol.13 – "the great jubilee" Mai 2010 (MCD Productions) | 2×CD   | dixieland.de (Link)                 |
| 2011                         | 40. Internationales Dixieland Festival Dresden 2010 – Livemitschnitt (audiolis Dresden)             | CD     | dixieland.de (Link)                 |
| 27.07.2012                   | Jazz & Blues Award Berlin 2002 (Monopol Records, Monopol Verlag GmbH)                               | MP3    | Amazon.de (Link) iTunes (Link)      |